# Burgstall Bürgberg (Markdorf)
Der Burgstall Bürgberg ist eine abgegangene Niederungsburg im gleichnamigen Weiler Bürgberg auf dem Gemeindegebiet von Markdorf im Bodenseekreis (Baden-Württemberg). Der gut erkennbare Burgstall ist mit einem landwirtschaftlichen Anwesen überbaut.

## Beschreibung
Der Burgstall Bürgberg ist im Norden, Süden und Osten noch gut zu erkennen. Der einst umlaufende Ringgraben ist im Norden und Osten gut erhalten. Die südliche und die westliche Seite wurden bei Erweiterungen des Anwesens verflacht, im westlichen Bereich sind keine Reste des Grabens erhalten. Das auf dem Burgstall errichtete Gebäude ist nicht unterkellert, obertägige Gebäudereste sind nicht vorhanden.

## Geschichte
Funde und sichere urkundliche Erwähnungen sind nicht bekannt. Nach Angaben im Dorfgemeinschaftshaus Ittendorf handelte es sich um eine Motte. Möglicherweise lässt sich der Burgstall mit den Brüdern Albert, Ulrich und Hans von Birchberg in Verbindung bringen.